# Yeniçağlar, Kozluk
Yeniçağlar là một xã thuộc huyện Kozluk, tỉnh Batman, Thổ Nhĩ Kỳ. Dân số thời điểm năm 2011 là 1.692 người.